# Plagiobothrus
Plagiobothrus semilunaris es una especie de arañas migalomorfas de la familia Barychelidae. Es el único miembro del género monotípico Plagiobothrus. Se encuentra en Sri Lanka.